# Naguanagua

Naguanaguas läge i delstaten Carabobo

Naguanagua är en stad i delstaten Carabobo i norra Venezuela. Den hade 143 315 invånare år 2007  på en yta av 188 km² Staden är belägen strax norr om Valencia, delstatens administrativa huvudort, och ingår i denna stads storstadsområde. Naguanagua var tidigare en del av Valencias kommun, men blev en egen kommun den 16 januari 1994.